# Сватівський заказник
Сва́тівський зака́зник — об'єкт природно-заповідного фонду Луганської області, загальнозоологічний заказник місцевого значення.

## Розташування
Заказник розташований  між селами Коломийчиха, Куземівка та Містки у Сватівському районі Луганської області, на території урочищ Державного підприємства «Сватівське лісомисливське господарство». Координати: 49° 26' 28" північної широти, 38° 04' 30" східної довготи.

## Історія
Загальнозоологічний заказник місцевого значення «Сватівський» утворений рішенням Луганської обласної ради народних депутатів № 3/18 від 4 вересня 1998 року.

## Загальна характеристика
Сватівський заказник загальною площею 3 316,0 га являє собою типовий лісостеповий ландшафт з лесовими схилами височин і височинні рівнини зі звичайними малогумусними чорноземами, сильно розчленованими ярами й балками, врізаними до крейдяно-мергельних порід.

## Склад
На території заказника розташовані степові масиви та сім лісових урочищ:
1. Долгеньке,
2. Кочержино,
3. Бурдюгово,
4. Вісла-I,
5. Вісла-II,
6. Куріпчино,
7. Зубово.

## Ландшафтний склад
Степи — 10%,

умовно-природні ліси — 19%,

штучні ліси — 21%,

водойми — 0%,

орні землі — 48%,

населені пункти — 2%.

## Флора
У рослинному покриві переважає степова рослинність, яри і балки вкриті байрачними лісами. На степових схилах, подекуди з відслоненням крейди, характерними є представники ендемічної петрофітної рослинності, занесені до Червоної книги України: гісоп крейдяний, дворядка крейдяна, дрік донський, келерія Талієва, шоломниця крейдяна, полин суцільнобілий. На більш рівнинних ділянках на розвинутому ґрунтовому покриві наявні ковилові формації, до яких входять ковили вузьколиста, Залеського, Лессінга, найкрасивіша, українська. Самі ковилові угруповання занесені до Зеленої книги України.
Основними деревними породами, що формують байрачні ліси є дуб звичайний і ясен зелений з домішками кленів польового і гостролистого та липи серцелистої. Висота дерев коливається від 6 до 18 метрів, вік — від 27 до 60 років. В підліску наявні бруслини бородавчаста та Черняєва, скумпія, клен татарський та інші.

## Фауна
Заказник характеризується великим видовим розмаїттям тваринного світу, що потребує збереження і відновлення. Тут мешкають олень благородний, сарна, свиня дика, тхір степовий, їжак вухатий, борсук європейський, лисиця звичайна, заєць-русак, гадюка степова. Зустрічаються вечірниці мала та велетенська. Орнітофауна представлена вівсянками звичайною і садовою, жайворонками польовим, малим і чубатим, коноплянкою, куріпкою сірою, перепілкою, одудом, сорокопудом-жуланом, фазаном, лунєм польовим, яструбом-тювиком та іншими птахами.